# Andreas Herzau

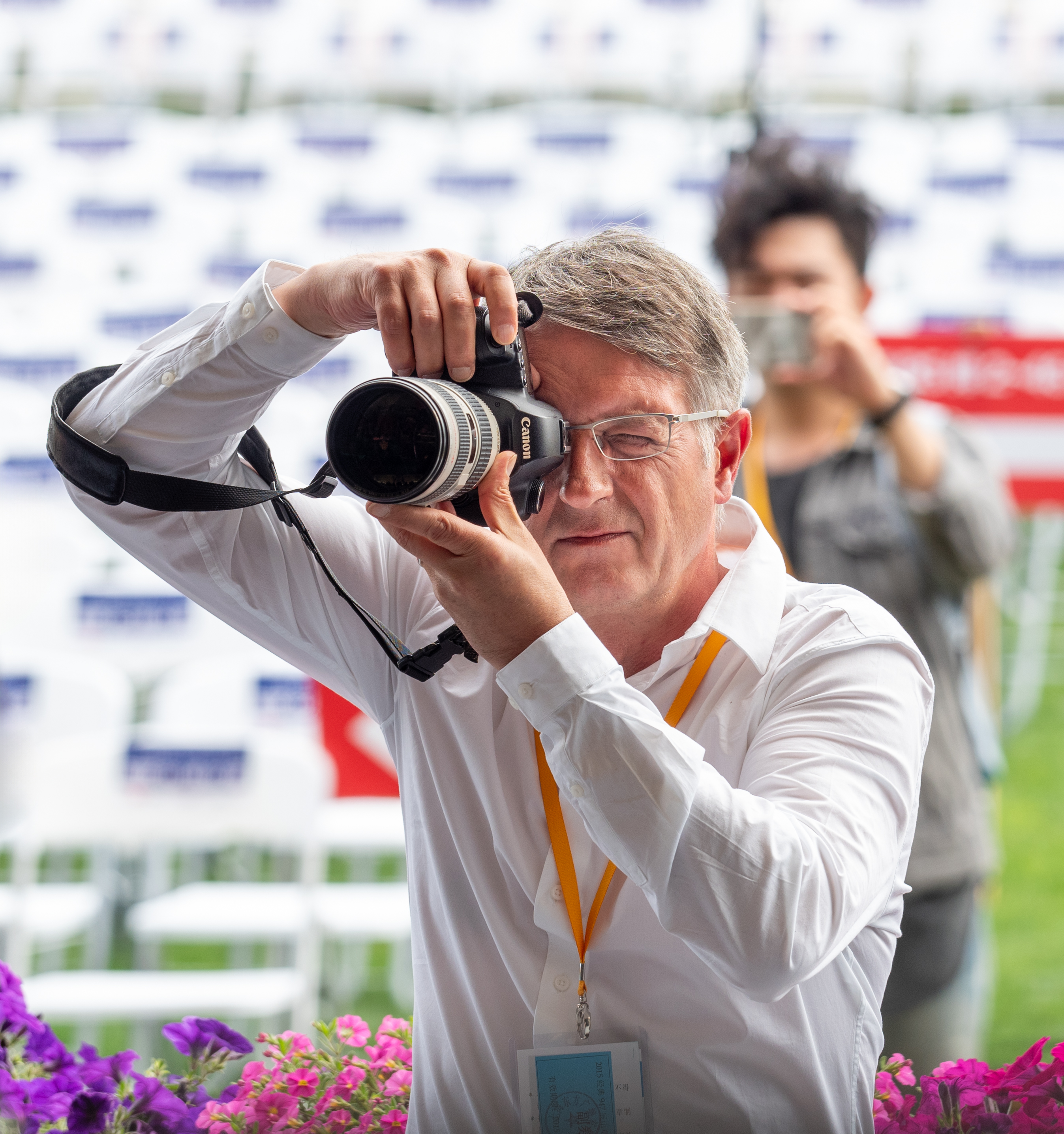
Andreas Herzau (2015)

Andreas Herzau (* 1962 in Mainz oder Tübingen; † 6. Februar 2024 in Bockup) war ein deutscher Fotograf und Dozent für Fotografie.

## Leben und Werk
Andreas Herzau machte von 1979 bis 1982 eine Ausbildung zum Schriftsetzer. Nach seinem Volontariat bei der Zeitschrift konkret im Jahre 1986 in Hamburg wurde er 1987 dort Redakteur. Von 1988 bis 1990 war er Redakteur bei der Hamburger Rundschau und ab 1990 freier Autor.
Seit 1992 widmete sich Andreas Herzau ausschließlich der Fotografie. 1994 fotografierte er die Drogenszene in Deutschland. 1994 bis 1995 stellte er fotografische Arbeiten über den Völkermord in Ruanda, Sierra Leone und Liberia her. 1996 fotografierte er eine Serie über ein Abschiebegefängnis in Deutschland. 1997 bis 2001 beschäftigte er sich mit dem Projekt Me, Myself + I, einer fotografischen Auseinandersetzung mit der Selbstinszenierung junger Menschen. Vom Jahr 2000 bis 2002 arbeitete er an dem Buch Andreas Herzau – New York einem fotografischen Essay der Stadt New York, vor und nach den Anschlägen vom 11. September 2001. 2006 erschien der Bildband deutsch land – a journey to the germans, eine subjektive Bestandsaufnahme über Deutschland gut 15 Jahre nach der Wiedervereinigung. Danach entstanden weitere Bücher über Istanbul und Moskau. Nach mehr als zehn Jahren Langzeitbeobachtung der Bundeskanzlerin Angela Merkel veröffentlichte er 2018 den Bildband AM, mit dem er darlegte, wie er als Fotograf dem Wesen einer der meistfotografierten, in der permanenten Öffentlichkeit stehenden politischen Personen gerecht werden kann. Nicht zuletzt setzte er sich in diesem vielbeachteten Projekt mit der Verbindung zwischen Politikbetrieb und Öffentlichkeit und der Repräsentation weiblicher Macht auseinander. 
1991 war Andreas Herzau einer der Gründer der kleinen Fotoagentur Signum, und 1995 zählte er zu den über hundert Begründern des Berufsverbands Freelens, um die Arbeitsbedingungen von Fotografinnen und Fotografen zu schützen. Seit 1999 war Herzau Mitglied der Fotoagentur laif, zudem war er Gründungs- und Vorstandsmitglied der 2023 gegründeten laif Genossenschaft.
Herzau lebte zuletzt in Bockup in Mecklenburg-Vorpommern.

## Einzelausstellungen (Auswahl)
- 2001 „ME Inc.“, Goethe-Institut, Rotterdam, Niederlande
- 2002 „Me, Myself & I“, Museum der Arbeit in Hamburg, Deutschland
- 2002 „NY 00/02“, Galerie laif in Köln, Deutschland
- 2003 „NY 00/02“, Goethe-Institut, Dhaka, Bangladesch
- 2005 „Calcutta-Bombay. Eight days by taxi.“ Galerie Robert Morat, Hamburg
- 2005 „Deutschland.Deutschland.“ (Work in progress) Internationale Fotografietage, Mannheim/Ludwigshafen
- 2008 „Deutsch Land“, Kunstverein Pforzheim
- 2009 „Stücke“, Staatliches Museum der Künste, Novosibirsk, Goethe-Institut
- 2010 „Nachbarschaft“, Neues Museum, Nürnberg
- 2010 „Normal“, SoviArt Gallery, Kiew, Ukraine
- 2012 „Sputnik“, Robert Morat Gallery
- 2016 „#francke“, Franckesche Stiftungen Halle
- 2017 „Helvetica“, Soiz-Galerie, Passau
- 2018 „AM“, f³ – freiraum für fotografie, Berlin

## Bücher (Fotobände, Auswahl)
- Exodus – 50 Millionen Menschen auf der Flucht. Edition Stemmle, 1997.
- Abril, Mes International de la Fotografia. Katalog. Mexico, Yucatan 2000.
- Me, Myself + I. Edition Braus, Heidelberg 2002, ISBN 3-89904-018-X.
- New York. Edition Braus, Heidelberg 2003, ISBN 3-89904-077-5.
- Calcutta-Bombay. Eight days by taxi. Edition Braus, Heidelberg 2005, ISBN 3-89904-146-1.
- Deutsch Land - A Journey to the Germans, Edition Braus, Heidelberg 2006, ISBN 3-89904-226-3.
- Nachbarschaft. Callwey Verlag, 2009, ISBN 978-3-7667-1817-4.
- Istanbul. mit einem Vorwort von Elif Shafak. Hatje Cantz Verlag, Ostfildern 2010, ISBN 978-3-7757-2615-3.
- Moskau Moscow Mockba Street. mit einem Essay von Victor Jerofejew. Edition Braus, Berlin 2012, ISBN 978-3-86228-028-5.
- Bamberg Symphony. mit der Lyrikerin Nora Eugenie Gomringer. Hatje Cantz Verlag, Ostfildern 2016, ISBN 978-3-7757-4112-5.
- #francke. mit einem Text von Hortensia Völckers. Franckesche Stiftungen, Halle 2016, ISBN 978-3-447-10556-9.
- HELVETICA. mit Gedichten von Nora Gomringer und Eugen Gomringer. Nimbus-Books, Wädenswil (CH) 2017, ISBN 978-3-03850-039-1.
- AM. eine fotografische Untersuchung der Person Angela Merkel. Nimbus-Books, Wädenswil (CH) 2018, ISBN 978-3-03850-053-7.

## Preise (Auswahl)
- 1997: Ausgezeichnet mit dem Euro Press Photo Award für die Reportage Die Vertreibung aus dem Paradies – eine Bildreportage über das Leben in einem Abschiebegefängnis in Hamburg
- 1999: Ausgezeichnet mit dem Hansel-Mieth-Preis für die Reportage Menschliche Überreste, 110 Kilogramm – eine Reportage über den Suizid eines Indischen Flüchtlings in Deutschland.
- 2001: Auszeichnung beim Hansel-Mieth-Preis
- 2002: Ausgezeichnet mit dem Euro Press Photo Award für die Bilder Serie Die andere Stadt – New York nach dem 11. September
- 2004: PDN Award für das Buch Andreas Herzau – New York
- 2013: Deutscher Fotobuchpreis für Moscow Moskau Mockba Street
- 2018: Rückblende 2017 – für die beste politische Fotografie des Jahres 2017